# Veenzijdse Polder
De Veenzijdse Polder is een polder en voormalig waterschap in de Nederlandse provincie Zuid-Holland, ten noorden van de plaats Leidschendam, bij Kerkehout.
Het waterschap was verantwoordelijk voor de vervening, drooglegging en de waterhuishouding in de gelijknamige polder.